# Manuel López (futbolista argentino)
Manuel López (Buenos Aires, Argentina, 30 de noviembre de 1995) es un futbolista argentino. Su posición es la de delantero. Actualmente juega en Deportes Antofagasta de la Primera B de Chile.

## Trayectoria

### Inicios
Comenzó en un club de barrio de la localidad de Florida, en Buenos Aires. A los ocho años comenzó a jugar ahí junto compañeros del colegio. Luego de unos años, y paralelamente a eso, tuvo posibilidades de ir a Platense, lo que no terminaría por prosperar, pero luego eso comienza su estadía en el Club Colegiales, donde realizó todas las inferiores.

### Club Atlético Colegiales
Al realizar todas sus divisiones inferiores en el Club Colegiales debuta en la temporada 2012/13 a los 16 años. Manuel ha comentado que hubo técnicos que lo ayudaron en esos momentos, de igual forma jugadores como Alejandro Noriega..
A los 18 años tuvo la opción para migrar a un club de Turquía, pero estuvo un mes y finalmente pudo quedarse, por lo que debió volver a Colegiales, donde fue relegado a un segundo plano en la plantilla.
En toda su estadía en Colegiales, Manuel jugó 64 partidos en total y anotó 11 goles.

### Club Deportivo UAI Urquiza
En UAI Urquiza, Manuel jugó 22 partidos en total y anotó 2 goles.

### Club Social y Deportivo Flandria
En Deportivo Flandria, Manuel jugó 17 partidos en total y anotó 11 goles.

### Club de Deportes Antofagasta
El pase de Manuel Lopez es adquirido por Deportes Antofagasta de la Primera división chilena el 1 de enero de 2020, siendo inmediatamente enviado a préstamos para que adquiriera experiencia en el fútbol chileno en divisiones inferiores.

### Rangers de Talca
Arriba a Rangers de Talca el 13 de enero del 2020, en calidad de cedido por Deportes Antofagasta. Siendo esta su primera temporada oficial en el fútbol chileno, logró rendir de inmediato llegando a la cifra de 11 goles en la temporada, convirtiéndose en el segundo máximo goleador del equipo en el campeonato, pero, a pesar de ello, no lograron con equipo el objetivo que era ascender, terminando terceros en la temporada regular y perdiendo en la liguilla de ascenso contra Melipilla, equipo que terminaría ascendiendo a Primera A. A mediados de febrero, y de forma inesperada, se anuncia que López no seguiría en el club rojinegro.

### Lautaro de Buin
Llega cedido el 1 de marzo de 2021 a Lautaro de Buin, donde por irregularidades dirigenciales de la institución no llegó a debutar, porque el club fue descendido administrativamente por amaño de partidos, lo que fue muy duro para el jugador, porque pasó seis meses sin jugar por estar inscrito para el primer semestre en el equipo, por lo que debía esperar el fin de la primera rueda para encontrar un nuevo equipo.

### Deportes Copiapó
Luego de tener un primer semestre tormentoso por temas extra futbolísticos con su exequipo, Lopez alcanza un acuerdo para llegar cedido a Deportes Copiapó el 5 de agosto de 2021. Inmediatamente se transformó en un referente del equipo, ganándose la titularidad y llegando a ser el goleador (hasta el momento) de la Primera B tan solo jugando la segunda rueda del campeonato.
Finalmente en Copiapó, jugó 23 partidos en total y anotó 22 goles (21 en la Primera B y el restante en la Copa Chile), aunque no logra el ascenso, ya que el club pierde la liguilla de promoción frente a Huachipato, por un marcador global de 4-2.

## Estadísticas
Actualizado al 28 de octubre de 2024

| Club | Div.          | Temporada     | Liga  | Liga  | Copas | Copas | Copas | Copas | Total | Total | Media |
| Club | Div.          | Temporada     | Part. | Goles | Part. | Goles | Part. | Goles | Part. | Goles | Media |
| --- | ------------- | ------------- | ----- | ----- | ----- | ----- | ----- | ----- | ----- | ----- | ----- |
| Colegiales Argentina | 3.ª           | 2012-13       | 1     | 0     | —     | —     | —     | —     | 1     | 0     | 0     |
| Colegiales Argentina | 3.ª           | 2013-14       | 4     | 0     | —     | —     | —     | —     | 4     | 0     | 0     |
| Colegiales Argentina | 3.ª           | 2014          | 3     | 0     | —     | —     | —     | —     | 3     | 0     | 0     |
| Colegiales Argentina | 3.ª           | 2015          | 2     | 0     | —     | —     | —     | —     | 2     | 0     | 0     |
| Colegiales Argentina | 3.ª           | 2016          | 2     | 0     | —     | —     | —     | —     | 2     | 0     | 0     |
| Colegiales Argentina | 3.ª           | 2016-17       | 28    | 4     | —     | —     | —     | —     | 28    | 4     | 0.14  |
| Colegiales Argentina | 3.ª           | 2017-18       | 26    | 7     | —     | —     | —     | —     | 26    | 7     | 0.27  |
| Colegiales Argentina | Total         | Total         | 64    | 11    | 0     | 0     | 0     | 0     | 64    | 11    | 0.17  |
| UAI Urquiza Argentina | 3.ª           | 2018-19       | 22    | 2     | 1     | 0     | —     | —     | 23    | 2     | 0.09  |
| UAI Urquiza Argentina | Total         | Total         | 22    | 2     | 1     | 0     | 0     | 0     | 23    | 2     | 0.09  |
| Flandria Argentina | 3.ª           | 2019-20       | 17    | 11    | 0     | 0     | —     | —     | 17    | 11    | 0.65  |
| Flandria Argentina | Total         | Total         | 17    | 11    | 0     | 0     | 0     | 0     | 17    | 11    | 0.65  |
| Rangers · Chile | 2.ª           | 2020          | 31    | 11    | 0     | 0     | 0     | 0     | 31    | 11    | 0.35  |
| Rangers · Chile | Total         | Total         | 31    | 11    | 0     | 0     | 0     | 0     | 31    | 11    | 0.35  |
| Deportes Copiapó · Chile | 2.ª           | 2021          | 23    | 22    | 0     | 0     | 0     | 0     | 23    | 22    | 0.96  |
| Deportes Copiapó · Chile | Total         | Total         | 23    | 22    | 0     | 0     | 0     | 0     | 23    | 22    | 0.96  |
| Deportes Antofagasta · Chile | 1.ª           | 2022          | 20    | 4     | 0     | 0     | 6     | 3     | 26    | 7     | 0.28  |
| Deportes Antofagasta · Chile | Total         | Total         | 20    | 4     | 0     | 0     | 0     | 0     | 26    | 7     | 0.27  |
| Deportes Copiapó · Chile | 1.ª           | 2023          | 28    | 5     | 0     | 0     | 0     | 0     | 28    | 5     | 0.18  |
| Deportes Copiapó · Chile | Total         | Total         | 28    | 5     | 0     | 0     | 0     | 0     | 28    | 5     | 0.18  |
| Ferro Argentina | 2.ª           | 2024          | 13    | 0     | 0     | 0     | —     | —     | 13    | 0     | 0     |
| Ferro Argentina | Total         | Total         | 13    | 0     | 0     | 0     | 0     | 0     | 13    | 0     | 0     |
| Total carrera | Total carrera | Total carrera | 218   | 66    | 1     | 0     | 6     | 3     | 224   | 69    | 0.31  |
| (1) La copa nacional se refiere a la Copa Argentina y Supercopa Argentina . (2) La copa internacional se refiere a la Copa Sudamericana, Recopa Sudamericana, Copa Libertadores y Copa Suruga Bank. |               |               |       |       |       |       |       |       |       |       |       |

## Palmarés

### Distinciones individuales
| Distinción                                          | Año  |
| --------------------------------------------------- | ---- |
| Máximo goleador de la Primera B de Chile (21 goles) | 2021 |